# Xiamen International Circuit
Der Xiamen International Circuit (chinesisch: 厦门国际赛车场) ist eine permanente Motorsport-Rennstrecke in Xiamen in der Provinz Fujian in China. Sie liegt etwa 30 km nordöstlich des Stadtzentrums von Xiamen und etwa 40 km südwestlich der Metropole Quanzhou.

## Geschichte
Die auf einem ehemaligen Plantagengelände errichtete Strecke wurde von 2014 bis 2019 gebaut.

## Streckenbeschreibung
Die 2019 eröffnete Strecke wird im Uhrzeigersinn befahren und ist als FIA-Grad-4-Strecke homologiert. Die Strecke kann über 2 optionale Schikanen in 4 verschiedene Varianten konfiguriert werden. Sie ist an der breitesten Stelle 21 Meter breit. Die längste Gerade ist 287 Meter lang. Die maximale Steigung bzw. das maximale Gefälle betragen 3,9 % bzw. 6,4 %. Sie wird hauptsächlich für lokale und nationale Motorsportevents, Trackdays und Fahrzeugtests benutzt.